# 2-クロロ安息香酸-1,2-ジオキシゲナーゼ
2-クロロ安息香酸-1,2-ジオキシゲナーゼ（2-chlorobenzoate 1,2-dioxygenase）は、次の化学反応を触媒する酸化還元酵素である。
2-クロロ安息香酸 + NADH + H+ + O2 {\displaystyle \rightleftharpoons } カテコール + Cl- + NAD+ + CO2
反応式の通り、この酵素の基質は2-クロロ安息香酸とNADHとH+とO2、生成物はカテコールとCl-とNAD+とCO2である。補因子として鉄を用いる。
組織名は2-chlorobenzoate,NADH:oxygen oxidoreductase (1,2-hydroxylating, dechlorinating, decarboxylating)で、別名に2-halobenzoate 1,2-dioxygenaseがある。